# Três tigres tristes
Três tigres tristes je brazilský dramatický film z roku 2022, který režíroval Gustavo Vinagre. Světová premiéra se konala 14. února 2022 na Berlínském mezinárodním filmovém festivalu. 

## Děj
Příběh se odehrává v dystopické budoucnosti v São Paulu. Tři mladí lidé procházejí městem, kde koluje virus, který primárně napadá mozek a paměť. Město je vyčerpáno pandemií a nekontrolovatelným kapitalismem. Během svých cest si tito tři lidé připomínají mrtvé milence nebo sdílejí zkušenosti s HIV. Nakonec se setkají s dalšími společensky zapomenutými lidmi v salonu zpěvačky Mirty.

## Obsazení
| Isabella Pereira | Isabella     |
| Jonata Vieira    | Jonata       |
| Pedro Ribeiro    | Pedro        |
| Filipe Rossato   | Filiril      |
| Gilda Nomacce    | Dita         |
| Carlos Escher    | Carlinhos    |
| Julia Katharine  | Mãe          |
| Cida Moreira     | Mirta        |
| Everaldo Pontes  | Omar         |
| Nilcéia Vicente  | Suely Meiqui |

## Ocenění
V rámci Berlinale získal Vinagre cenu Teddy v kategorii Nejlepší hraný film a byl nominován na Cenu čtenářů Tagesspiegel.